# Lothar Messerschmidt

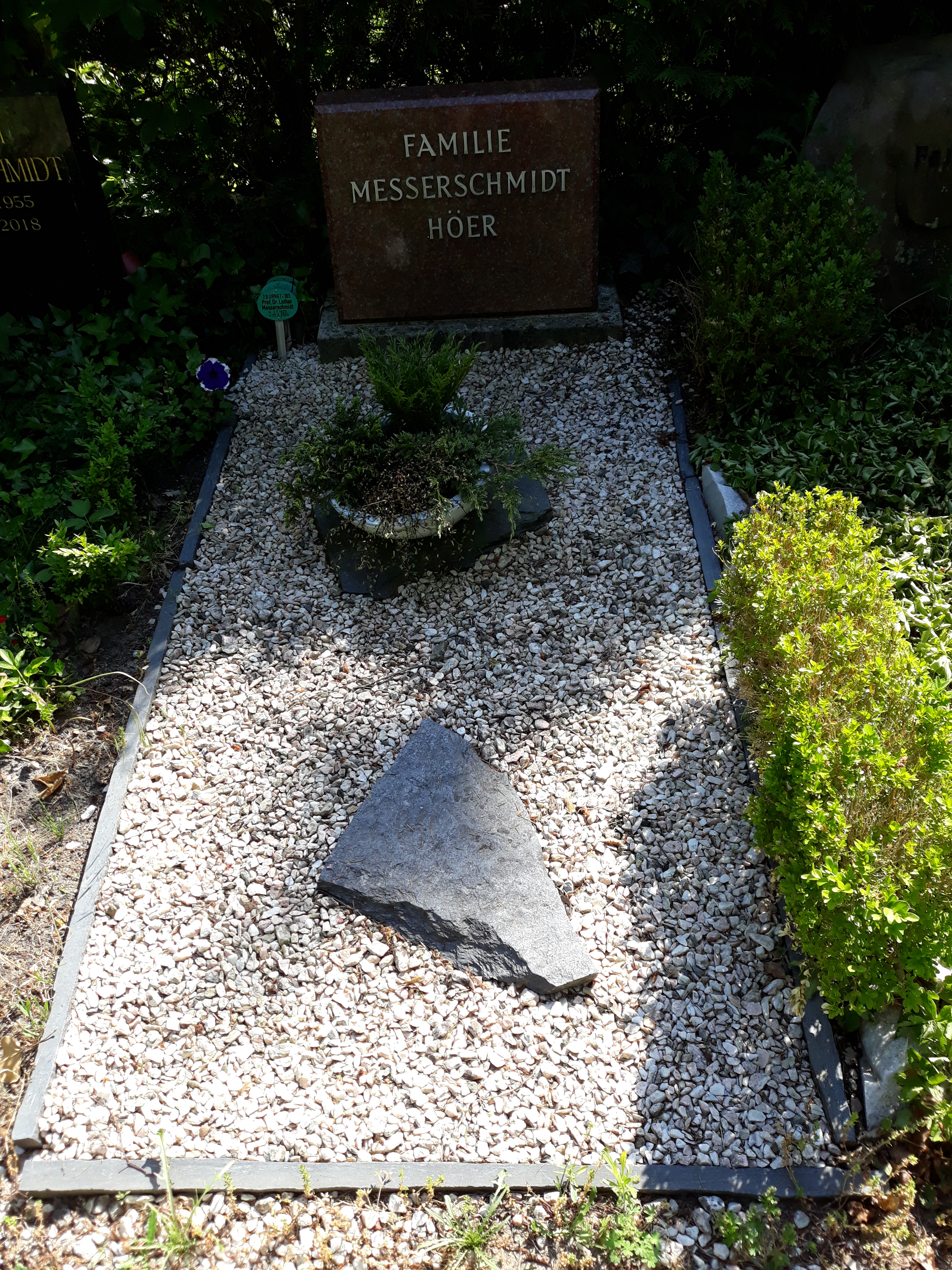
Das Grab von Lothar Messerschmidt auf dem Parkfriedhof Lichterfelde

Lothar Messerschmidt (* 1. Juli 1923 in Rügenwalde; † 25. Mai 2003) war ein deutscher Jurist.

## Leben
Messerschmidt wurde als Sohn des Oberst a. D. Fritz Messerschmidt geboren.
1948 und 1951 legte er seine juristischen Staatsexamen ab.
Er wurde 1950 an der Rechts- und staatswissenschaftlichen Fakultät der Universität Hamburg zum Thema Das Verfrachterkonnossement promoviert. 1953 wurde er Regierungsrat und war dann ab 1956 Verwaltungsgerichtsrat am Hamburgischen Verwaltungsgericht.
Er war vor seiner Ernennung zum Bundesrichter Richter in Hamburg, seit 1960 am Hanseatischen Oberlandesgericht Hamburg, zuletzt am Oberverwaltungsgericht Hamburg. Von 1970 an war er bis zu seinem Ruhestand am 30. Juni 1990 Bundesrichter am Bundesverwaltungsgericht.
Messerschmidt war mit Barbara, geb. Höer, verheiratet und hatte zwei Kinder. Sein Grab befindet sich auf dem Parkfriedhof Lichterfelde in Berlin.

## Ehrungen
- 1990: Großes Verdienstkreuz der Bundesrepublik Deutschland